# Jodie Meeks
Orestes Jodie Meeks II (ur. 21 sierpnia 1987 w Nashville) – amerykański koszykarz, występujący na pozycji rzucającego obrońcy.

## NCAA
Meeks zadebiutował w barwach Kentucky Wildcats 2 listopada 2006 w meczu towarzyskim przeciwko drużynie Lindsey Wilson College. Mimo że wszedł na boisko z ławki rezerwowych, zdobył 17 punktów, 4 zbiórki i 5 asyst. W trakcie pierwszego roku gry na uczelni trzy razy był wybierany najlepszym debiutantem w konferencji SEC. Został też po sezonie wybrany jednomyślnie do pierwszej piątki debiutantów w konferencji SEC, a także do drużyny najlepszych debiutantów całej NCAA.
Po tak dobrym sezonie, wymagania co do niego wzrosły. Wyglądało na to, że im sprosta po tym, jak w jednym z meczów przedsezonowych zdobył 34 punkty. Jednak z powodu urazów, rozegrał tylko 11 spotkań w całych rozgrywkach.
Meeks świetnie rozpoczął trzeci i jak się później okazało ostatni sezon w drużynie. W spotkaniu otwierającym sezon przeciwko Virginia Military Institute zdobył 39 punktów, ale jego zespół przegrał 103-111. Dwa tygodnie później w meczu przeciwko Kansas State Wildcats zdobył 37 punktów. 20 grudnia pobił swój rekord kariery, zdobywając 46 punktów przeciwko drużynie Appalachian State. Jednocześnie wyrównał rekord Tony'ego Delka w liczbie celnych rzutów za trzy punkty w jednym meczu - 9. 13 stycznia 2009 pobił rekord uczelni, zdobywając 54 punkty w meczu przeciwko Tennessee Volunteers. Tym razem też pobił rekord Delka, trafiając 10 razy za 3 punkty.
Został jednomyślnie wybrany do pierwszej drużyny konferencji. Associated Press wybrało go do drugiej drużyny w całym kraju.

## NBA
7 kwietnia 2009 ogłosił, że zgłasza się do draftu NBA. Jednak nie zatrudnił agenta, dzięki czemu ewentualnie mógłby wrócić na uczelnię. 28 maja w jednym z wywiadów powiedział, że chce trafić do NBA w pierwszej rundzie, a jeśli to mu się nie uda, to wróci do Kentucky.
Ostatecznie jednak z tego zrezygnował i 25 czerwca 2009 został wybrany z 41. numerem przez Milwaukee Bucks. W ich barwach rozegrał tylko pół sezonu, po czym został oddany do Philadelphia 76ers razem z Francisco Elsonem w zamian za Primoža Brezeca i Royala Ivey.
W Sixers rozegrał dwa i pół sezonu. Przebił się do pierwszej piątki i grał w niej regularnie. 10 sierpnia 2012 jako wolny agent podpisał dwuletni kontrakt z Los Angeles Lakers.
9 marca 2014, w spotkaniu z Oklahoma City Thunder, poprawiał swój rekord kariery, zdobywając 42 punkty.
14 lipca 2014 jako wolny agent podpisał kontrakt z Detroit Pistons.
W sezonie 2015/16, z powodu urazów stopy oraz ramienia, wystąpił w zaledwie trzech meczach.
29 czerwca 2016 został oddany w wymianie do Orlando Magic w zamian za przyszły zastrzeżony wybór w drugiej rundzie draftu. 11 lipca 2017 został zawodnikiem Washington Wizards.
15 października 2018 został wysłany do Milwaukee Bucks wraz z przyszłym wyborem II rundy draftu oraz gotówką, w zamian za przyszły wybór II rundy draftu. 25 listopada został zwolniony.
20 lutego 2019 podpisał 10-dniową umowę z Toronto Raptors. Po wygaśnięciu umowy opuścił klub. 26 marca 2019 zawarł kontrakt do końca sezonu z Raptors.

## Osiągnięcia
Stan na 17 czerwca 2019, na podstawie, o ile nie zaznaczono inaczej.
NCAA
- Uczestnik turnieju NCAA (2007, 2008)
- MVP turnieju Las Vegas Invitational (2009)
- Zaliczony do:
  - I składu:
    - SEC (2009)
    - najlepszych pierwszorocznych zawodników SEC (2007)

  - II składu All-American (2009)

NBA
- Mistrz NBA (2019)
- Lider play-off w skuteczności rzutów wolnych (2012 - wspólnie z Jamesem Jonesem i Gordonem Haywardem)[20]

## Statystyki
Na podstawie Basketball-Reference.com (ang.)

Stan na koniec sezonu 2018/19

### NCAA
| Sezon   | Drużyna  | M  | S5 | MPG  | FG%   | 3P%   | FT%   | RPG | APG | SPG | BPG | PPG  |
| ------- | -------- | -- | -- | ---- | ----- | ----- | ----- | --- | --- | --- | --- | ---- |
| 2006/07 | Kentucky | 34 | –  | 22,1 | 41,9% | 36,4% | 89,7% | 2,8 | 1,5 | 0,9 | 0,1 | 8,7  |
| 2007/08 | Kentucky | 11 | –  | 23,2 | 30,7% | 32,0% | 79,4% | 2,6 | 1,5 | 0,5 | 0,1 | 8,8  |
| 2008/09 | Kentucky | 36 | –  | 34,4 | 46,3% | 40,6% | 90,2% | 3,4 | 1,8 | 1,3 | 0,1 | 23,7 |
| Razem   |          | 81 | –  | 27,7 | 43,6% | 38,6% | 89,0% | 3,0 | 1,6 | 1,1 | 0,1 | 15,4 |

### Sezon regularny
| Sezon   | Drużyna      | M   | S5  | MPG  | FG%   | 3P%   | FT%   | RPG | APG | SPG | BPG | PPG  |
| ------- | ------------ | --- | --- | ---- | ----- | ----- | ----- | --- | --- | --- | --- | ---- |
| 2009/10 | Milwaukee    | 41  | 0   | 11,9 | 36,2% | 28,0% | 85,7% | 1,8 | 0,5 | 0,3 | 0,1 | 4,1  |
| 2009/10 | Philadelphia | 19  | 0   | 12,3 | 44,0% | 38,0% | 72,2% | 1,4 | 0,9 | 0,3 | 0,1 | 5,9  |
| 2010/11 | Philadelphia | 74  | 64  | 27,9 | 42,5% | 39,7% | 89,4% | 2,3 | 1,1 | 0,9 | 0,1 | 10,5 |
| 2011/12 | Philadelphia | 66  | 50  | 24,9 | 40,9% | 36,5% | 90,6% | 2,4 | 0,8 | 0,6 | 0,0 | 8,4  |
| 2012/13 | L.A. Lakers  | 78  | 10  | 21,3 | 38,7% | 35,7% | 89,6% | 2,2 | 0,9 | 0,7 | 0,1 | 7,9  |
| 2013/14 | L.A. Lakers  | 77  | 70  | 33,2 | 46,3% | 40,1% | 85,7% | 2,5 | 1,8 | 1,4 | 0,1 | 15,7 |
| 2014/15 | Detroit      | 60  | 0   | 24,4 | 41,6% | 34,9% | 90,6% | 1,7 | 1,3 | 1,0 | 0,1 | 11,1 |
| 2015/16 | Detroit      | 3   | 0   | 14,3 | 35,0% | 44,4% | 100%  | 1,7 | 1,0 | 0,0 | 0,0 | 7,3  |
| 2016/17 | Orlando      | 36  | 10  | 20,5 | 40,2% | 40,9% | 87,8% | 2,1 | 1,3 | 0,9 | 0,1 | 9,1  |
| 2017/18 | Washington   | 77  | 0   | 14,5 | 39,9% | 34,3% | 86,3% | 1,6 | 0,9 | 0,4 | 0,1 | 6,3  |
| 2018/19 | Toronto      | 8   | 0   | 13,0 | 53,8% | 44,4% | 100%  | 1,5 | 1,0 | 0,1 | 0,1 | 6,4  |
| Razem   |              | 539 | 204 | 22,5 | 42,0% | 37,3% | 87,9% | 2,1 | 1,1 | 0,8 | 0,1 | 9,3  |

### Play-offy
| Sezon | Drużyna      | M  | S5 | MPG  | FG%   | 3P%   | FT%   | RPG | APG | SPG | BPG | PPG |
| ----- | ------------ | -- | -- | ---- | ----- | ----- | ----- | --- | --- | --- | --- | --- |
| 2011  | Philadelphia | 5  | 5  | 25,0 | 41,9% | 44,4% | 83,3% | 2,0 | 0,8 | 0,6 | 0,0 | 7,8 |
| 2012  | Philadelphia | 13 | 1  | 7,8  | 34,6% | 23,1% | 100%  | 0,3 | 0,3 | 0,2 | 0,1 | 2,7 |
| 2013  | L.A. Lakers  | 1  | 0  | 20,0 | 25,0% | 0,0%  | 100%  | 2,0 | 0,0 | 1,0 | 0,0 | 4,0 |
| 2016  | Detroit      | 1  | 0  | 2,0  | 100%  | –     | –     | 0,0 | 0,0 | 0,0 | 0,0 | 2,0 |
| 2019  | Toronto      | 14 | 0  | 4,7  | 31,0% | 15,4% | 66,7% | 0,6 | 0,1 | 0,3 | 0,1 | 1,6 |
| Razem |              | 34 | 6  | 9,3  | 36,3% | 28,3% | 92,0% | 0,7 | 0,3 | 0,3 | 0,1 | 3,0 |